# SN 2000eq
SN 2000eq – supernowa typu Ia odkryta 17 listopada 2000 roku w galaktyce A210357-0941. W momencie odkrycia miała maksymalną jasność 20,50m.